# مبروك عليكى عريسك الخفة

سيدة حسن

مبروك عليكى عريسك الخفة أغنية مصرية من كلمات حسين حلمي المانسترلي وألحان أحمد شريف، كانت أول من غنتها المطربة سيدة حسن  في أوائل أربعينيات القرن العشرين ثم المطربة رئيسة عفيفي عام 1946 ومن بعدها شريفة فاضل، وتناولتها كل فرق العوالم وحجزت مكانًا ثابتًا بين أغاني الأفراح في مصر. ظهرت الأغنية في فيلم "ليلى بنت الأغنياء" للمخرج أنور وجدي بتمثيل وصوت رئيسة عفيفي.

رئيسة عفيفي

## المغنية
سيدة حسن 1917-1962 (45 عاما) (سيده حسن امان الجبلاوي) وهى أشهر عالمة زفة في ثلاثينات القرن العشرين  وزوجه العازف زكي فوزي. كلفها رائد الاقتصاد المصري طلعت حرب بتقديم أغنية دعائية  لمصنع الغزل والنسيج بعنوان "لبسني من صنع بلادي"، ثم اعتزلت واكتفت بتقديم التواشيح الدينية.

شريفة فاضل

## الشاعر
حسين حلمي المانسترلي 1892-1962 شاعر مصري ولد بالقاهرة وكان يخصص قصره كمنتدى لأهل الفن وكتب الكثير من الأغانى الناجحة لكبار المطربين ومنهم بديعة مصابنى - أم كلثوم – محمد عبد الوهاب - فريد الأطرش - ليلى مراد - هدى سلطان - نجاة الصغيرة.

## الملحن
أحمد شريف 1916-1969 (53 عاما) وهو مطرب وملحن وعازف قانون مصري ويعتبر من أعمدة التلحين في الفن الشعبي واعتبره البعض خليفة سيد درويش. لحن لنفسه ولكبار المطربين ومنهم أحمد عبد القادر - آمال حسين - رئيسة عفيفى - سيدة حسن - كارم محمود - شافية أحمد - بديعة صادق.

## كلمات الأغنية
عمد كل من غنى الأغنية إلى تغيير بعض الكلمات أو زيادة أو حذف بعض المقاطع لتناسب المجتمعات والحفلات المختلفة، وحذف أكثرهم كلمة "الجلوة" واستبدلوها بكلمة "الزفة"، و"الجلوة" هي ليلة تسبق ليلة الزواج مباشرة وتأتي قبلها ليلة الحنة، حيث ترتدي الفتاة ملابس خاصة زاهية الألوان، مطرزة بخيوط ذهبية، وتجلس في منتصف المكان الذي تقام فيه المناسبة، وتحيط بها مجموعة كبيرة من صديقاتها وأهلها، ويجري الغناء ثم وجبة العشاء.
مبروك عليكي عريسك الخفة
يا عروسة يا زاينة الزفة مبروك عليكي
مبروك عليكي عريسك الحيلة
تتهنوا وتتمتعوا الليلة
يا عريس انظر، حلوة جميلة
وانتي يا حلوة يا زينة الجلوة مبروك عليكي
....
ليلتكو بيضا والسعد فيها حاضر
عريس قمر نوره علينا ظاهر
وعزول كل ليلة داير حاير
يا عروسة اتهني واحنا نهني مبروك عليكي
......
عقبال البكاري نيجي هنا نهني
سبع ليالي نبات فيها نغني  
لعريسك افرحي واتهني  
وانتي يا بطة يا زاينة الحته مبروك عليكي 

## وصلات خارجية
https://www.youtube.com/watch?v=B5GBbN-gQjs مبروك عليكى عريسك الخفة
https://www.youtube.com/watch?v=oy0dWdn-wuA مبروك عليكى عريسك الخفة
https://www.youtube.com/watch?v=MC4EiWPT72Q مبروك عليكى عريسك الخفة